# Liga Nacional de Guatemala 1982
La Liga Nacional de Guatemala 1982 es el trigésimo primer torneo de Liga de fútbol de Guatemala. El campeón del torneo fue el Comunicaciones, consiguiendo su undécimo título de liga.

## Formato
El formato del torneo era de todos contra todos a dos vueltas, donde los ocho primeros lugares clasificaban a la octogonal final; el campeón se definía una serie de dos partidos de ida y vuelta entre el campeón de la fase regular y el campeón de la octogonal, si el ganador de la octogonal era el mismo equipo ganador de la fase de clasificación, automáticamente era el campeón.  El último lugar de la liguilla, descendería a la categoría inmediata inferior.
Por ganar el partido se otorgaban 2 puntos, si era empate era un punto, por perder el partido no se otorgaban puntos.

## Equipos participantes
| Club                  | Ciudad              | Departamento   | Estadio                            |
| --------------------- | ------------------- | -------------- | ---------------------------------- |
| Antigua GFC           | Antigua Guatemala   | Sacatepéquez   | Estadio Pensativo                  |
| Aurora                | Ciudad de Guatemala | Guatemala      | Estadio del Ejército               |
| Cobán Imperial        | Cobán               | Alta Verapaz   | Estadio José Ángel Rossi           |
| Comunicaciones        | Ciudad de Guatemala | Guatemala      | Estadio Mateo Flores               |
| Finanzas Industriales | Amatitlán           | Guatemala      | Estadio Municipal de Amatitlán     |
| Galcasa               | Villa Nueva         | Guatemala      | Estadio Galcasa de Villa Nueva     |
| Deportivo Jalapa      | Jalapa              | Jalapa         | Estadio Edilberto Bonilla          |
| Juventud Retalteca    | Retalhuleu          | Retalhuleu     | Estadio Óscar Monterroso Izaguirre |
| Municipal             | Ciudad de Guatemala | Guatemala      | Estadio Mateo Flores               |
| Pensamiento           | Jalpatagua          | Jutiapa        | Estadio Winston Pineda             |
| Suchitepéquez         | Mazatenango         | Suchitepéquez  | Estadio Carlos Salazar Hijo        |
| Xelajú MC             | Quetzaltenango      | Quetzaltenango | Estadio Mario Camposeco            |

### Equipos por Departamento
| Departamento   | N.º | Equipos                                                            |
| -------------- | --- | ------------------------------------------------------------------ |
| Alta Verapaz   | 1   | Cobán Imperial                                                     |
| Guatemala      | 5   | Aurora, Comunicaciones, Finanzas Industriales, Galcasa, Municipal. |
| Jalapa         | 1   | Deportivo Jalapa                                                   |
| Jutiapa        | 1   | Pensamiento                                                        |
| Quetzaltenango | 1   | Xelajú MC.                                                         |
| Retalhuleu     | 1   | Juventud Retalteca                                                 |
| Sacatepéquez   | 1   | Antigua GFC                                                        |
| Suchitepéquez  | 1   | Suchitepéquez                                                      |

## Fase de clasificación
|  | Pos. | Equipos               | PJ | PG | PE | PP | GF | GC | Dif. | PTS | Clasificación                          |
|  | ---- | --------------------- | -- | -- | -- | -- | -- | -- | ---- | --- | -------------------------------------- |
|  | 1º   | Suchitepéquez         | 22 | 14 | 5  | 3  | 31 | 12 | +19  | 33  | Final del campeonato - Octagonal final |
|  | 2º   | Xelajú MC             | 22 | 12 | 6  | 4  | 30 | 16 | +14  | 30  | Octagonal final                        |
|  | 3º   | Comunicaciones        | 22 | 9  | 10 | 3  | 32 | 18 | +14  | 28  | Octagonal final                        |
|  | 4º   | Aurora                | 22 | 8  | 10 | 4  | 21 | 17 | +4   | 26  | Octagonal final                        |
|  | 5º   | Galcasa               | 22 | 9  | 5  | 8  | 25 | 25 | 0    | 23  | Octagonal final                        |
|  | 6º   | Finanzas Industriales | 22 | 6  | 9  | 7  | 29 | 30 | -1   | 21  | Octagonal final                        |
|  | 7º   | Cobán Imperial        | 22 | 6  | 8  | 8  | 25 | 25 | 0    | 20  | Octagonal final                        |
|  | 8º   | Juventud Retalteca    | 22 | 6  | 8  | 8  | 20 | 27 | -7   | 20  | Octagonal final                        |
|  | 9°   | Municipal             | 22 | 4  | 9  | 9  | 15 | 21 | -6   | 17  | Cuadrangular por la permanencia        |
|  | 10º  | Antigua Guatemala     | 22 | 5  | 6  | 11 | 21 | 32 | -11  | 16  | Cuadrangular por la permanencia        |
|  | 11°  | Jalapa                | 22 | 5  | 6  | 11 | 15 | 28 | -13  | 16  | Cuadrangular por la permanencia        |
|  | 12°  | Pensamiento           | 22 | 3  | 8  | 11 | 20 | 33 | -13  | 14  | Cuadrangular por la permanencia        |
|  |      |                       |    |    |    |    |    |    |      |     |                                        |

## Octogonal final
|  | Pos. | Equipos               | PJ | PG | PE | PP | GF | GC | Dif. | PTS | Clasificación        |
|  | ---- | --------------------- | -- | -- | -- | -- | -- | -- | ---- | --- | -------------------- |
|  | 1º   | Comunicaciones        | 14 | 8  | 5  | 1  | 20 | 7  | +13  | 21  | Final del campeonato |
|  | 2º   | Aurora                | 14 | 8  | 4  | 2  | 16 | 8  | +8   | 20  | Final del campeonato |
|  | 3º   | Cobán Imperial        | 14 | 8  | 2  | 4  | 22 | 14 | +8   | 18  |                      |
|  | 4º   | Suchitepéquez         | 14 | 3  | 8  | 3  | 13 | 14 | -1   | 14  |                      |
|  | 5º   | Xelajú MC             | 14 | 3  | 5  | 6  | 11 | 18 | -7   | 11  |                      |
|  | 6º   | Juventud Retalteca    | 14 | 3  | 4  | 7  | 15 | 23 | -8   | 10  |                      |
|  | 7º   | Galcasa               | 14 | 2  | 5  | 7  | 17 | 23 | -6   | 9   |                      |
|  | 8º   | Finanzas Industriales | 14 | 2  | 5  | 7  | 12 | 19 | -7   | 9   |                      |
|  |      |                       |    |    |    |    |    |    |      |     |                      |

## Final

### Ida
|  | Suchitepéquez | 1:1 | Comunicaciones        | Estadio Carlos Salazar Hijo, Mazatenango |  |
|  | De la Roca    |     | Ramón Alberto Ramírez |                                          |  |

### Vuelta
| diciembre | Comunicaciones        | 1:0 (Global 2:1) | Suchitepéquez | Estadio Mateo Flores, Ciudad de Guatemala |  |
|           | Ramón Alberto Ramírez |                  |               |                                           |  |

## Campeón
| Campeón Temporada 1982    |
| Comunicaciones 11º Título |
| ------------------------- |

## Cuadrangular por la permanencia
|  | Pos. | Equipos           | PJ | PG | PE | PP | GF | GC | Dif. | PTS | Clasificación                        |
|  | ---- | ----------------- | -- | -- | -- | -- | -- | -- | ---- | --- | ------------------------------------ |
|  | 9°   | Antigua Guatemala | 12 | 4  | 5  | 3  | 11 | 8  | +3   | 13  |                                      |
|  | 10º  | Jalapa            | 12 | 5  | 3  | 4  | 13 | 11 | +2   | 13  |                                      |
|  | 11°  | Municipal         | 12 | 3  | 5  | 4  | 8  | 10 | -2   | 11  |                                      |
|  | 12°  | Pensamiento       | 12 | 3  | 5  | 4  | 7  | 10 | -3   | 11  | Descendido a la Liga de Ascenso 1983 |
|  |      |                   |    |    |    |    |    |    |      |     |                                      |

## Torneos internacionales
|  | Pos. | Equipos               | PJ | PG | PE | PP | GF | GC | Dif. | PTS | Clasificación                                                                               |
|  | ---- | --------------------- | -- | -- | -- | -- | -- | -- | ---- | --- | ------------------------------------------------------------------------------------------- |
|  | 1º   | Comunicaciones        | 14 | 8  | 5  | 1  | 20 | 7  | +13  | 21  | Copa de Campeones de la Concacaf 1983 - Primera fase Copa Fraternidad 1983 - Fase de grupos |
|  | 2º   | Aurora                | 14 | 8  | 4  | 2  | 16 | 8  | +8   | 20  | Copa Fraternidad 1983 - Fase de grupos                                                      |
|  | 3º   | Cobán Imperial        | 14 | 8  | 2  | 4  | 22 | 14 | +8   | 18  |                                                                                             |
|  | 4º   | Suchitepéquez         | 14 | 3  | 8  | 3  | 13 | 14 | -1   | 14  | Copa de Campeones de la Concacaf 1983 - Primera fase Copa Fraternidad 1983 - Fase de grupos |
|  | 5º   | Xelajú MC             | 14 | 3  | 5  | 6  | 11 | 18 | -7   | 11  |                                                                                             |
|  | 6º   | Juventud Retalteca    | 14 | 3  | 4  | 7  | 15 | 23 | -8   | 10  |                                                                                             |
|  | 7º   | Galcasa               | 14 | 2  | 5  | 7  | 17 | 23 | -6   | 9   |                                                                                             |
|  | 8º   | Finanzas Industriales | 14 | 2  | 5  | 7  | 12 | 19 | -7   | 9   |                                                                                             |
|  |      |                       |    |    |    |    |    |    |      |     |                                                                                             |